# Tillandsia chaetophylla
Espèce
Classification phylogénétique
Statut de conservation UICN

 LC  : Préoccupation mineure
Tillandsia chaetophylla Mez est une plante de la famille des Bromeliaceae.
L'épithète chaetophylla signifie « à feuilles comme des soies » .

## Protologue et Type nomenclatural
Tillandsia chaetophylla Mez in C.DC., Monogr. Phan. 9: 726, n° 68 (1896)
Diagnose originale :
« foliis permultis dense fasciculatis, totis tenuissime filiformibus, dense lepidibus conspicuis, peradpressis obtectis ; inflorescentia perpauciflora, simplicissima, optime disticha, dense flabellata ; bracteis imbricatis, apicem haud incurvum versus carinatis, sepala superantibus; floribus stricte erectis ; sepalis antico libero, posticis binis ad 13 mm connatis. »
Type :
- Mez[1] cite plusieurs spécimens différents sans désigner explicitement d'holotype : "Mexico, loco ignoto : Jurgensenn. 13, Karwinsky, Pavon. (V. s. in herb. Mus. Brit., Florent., Monac, Vindob.)"
- Lectotypus BM (in Herb. Pavon)[2].

## Synonymie

### Synonymie nomenclaturale
(aucune)

### Synonymie taxonomique
- Tillandsia subulata E.Morren ex Baker non Vell[2],[3].

## Écologie et habitat
- Biotype : plante herbacée en rosette monocarpique par ses rejets latéraux ; épiphyte[1],[4].
- Habitat : zones forestières[4],[3].
- Altitude : 1700-2200m[4].

## Distribution
- Amérique centrale :
  -  Mexique[1]
    - México[2]
    - Michoacán[2]
    - Oaxaca[2]
    - Puebla[3]

## Comportement en culture
Tillandsia chaetophylla est de culture facile et de croissance rapide.